# MALDI-TOF
L'espectrometria de masses MALDI-TOF (de les sigles angleses Matrix-Assisted Laser Desorption Ionization Tome of Light) és una tècnica que es basa en la ionització de molècules en fase sòlida mitjançant un làser, per després separar-les segons la seva relació massa/càrrega.
És una tècnica molt útil, ràpida i senzilla, que s'utilitza per l'identificació de microorganismes, proteïnes i detecció de biomolècules.
És una tècnica creada al 1987 per l'enginyer japonés Koichi Tanaka. En els últims anys ha anat augmentant el nombre de publicacions que utilitzen aquesta tècnica com a eina d'identificació de microorganismes, ja que no és gaire costosa.

## Funcionament
1. Preparació de la mostra: la mostra es barreja amb la matriu sòlida.
2. Ionització amb el làser
3. Acceleració i vol: en un tub de vol que es troba al buit les molècules ionitzades s'acceleren mitjançant un camp elèctric.
4. Medició del temps de vol: el temps que triga cada molècula és directament proporcional a la seva relació massa càrrega (m/z).
5. Anàlisi de dades: el detector genera un espectre de masses, que compara amb les bases de dades per identificar la mostra.[3]